# Daron Aric Hagen
Daron Aric Hagen (Milwaukee, 4 november 1961) is een Amerikaans componist, muziekpedagoog, dirigent en pianist.

## Levensloop
Hagen studeerde aan het Wisconsin Conservatory of Music in Milwaukee, de Universiteit van Wisconsin in Milwaukee, het Curtis Institute of Music in Philadelphia (Pennsylvania) en aan de Juilliard School of Music te New York. Zijn leraren aldaar waren Leonard Bernstein, David Diamond, Bernard Rands, Ned Rorem en Joseph Schwantner.
Hij is voornamelijk werkzaam als componist, maar is ook als dirigent, pianist en theaterdirecteur (Buffalo Philharmonic Orchestra) bezig.
Hagen is niet vast aangesteld als muziekpedagoog, maar hij geeft een reeks van zogenoemde masterclasses en is spreker op vele festivals. Hij is directeur van het Seasons Festival in Yakima, in de staat Washington. Hij was huisomponist aan het Curtis Institute of Music, New York University, Bard College, Princeton University Atelier, aan het Chicago Conservatory of Music of the Chicago College of the Performing Arts en aan de Universiteit van Pittsburgh in Pittsburgh (Pennsylvania).
Als componist schreef hij werken in verschillende genres, werken voor orkest, harmonieorkest, muziektheater (opera's), koren, kamermuziek en vocale muziek.
Hagen is lid van de Corporation of Yaddo, bestuurslid van de Douglas Moore Fund for American Opera en was voorzitter van de Lotte Lehmann Foundation. Zijn werken kregen prijzen van de Kennedy Center Friedheim en van de American Society of Composers, Authors and Publishers (ASCAP). Verder ontving hij studiebeurzen als Rockefeller Bellagio Residency, de Camargo Residency, het Tanglewood Gelin Fellowship en van de American Academy of Arts and Letters, de National Endowment for the Arts, de Meet the Composer en van de Opera America.

## Composities

### Werken voor orkest

#### Symfonieën
- 1985 Symfonie nr. 1
- 1990 Symfonie nr. 2
- 1998 Symfonie nr. 3
- 2008 Symfonie nr. 4
- 2015 Symfonie nr. 5

#### Concerten voor instrumenten en orkest
- 1982 Stanzas, voor cello en kamerorkest
- 1994 Concert, voor hoorn met blazers en strijkers
- 1996 Concert, voor cello en orkest
- 2001 Concert, voor hobo en strijkorkest
- 2002 Seven Last Words, voor piano (linke hand) en orkest
- 2004 Romeo and Juliet, voor dwarsfluit, cello en orkest
- 2006 Orpheus and Eurydice, voor viool, cello, piano en orkest
- 2007 Masquerade, voor viool, cello en orkest
- 2011 Songbook, voor viool en orkest
- 2011 Genji, voor koto en orkest
- 2023 Film Noir, voor elektrische gitaar en orkest

#### Andere werken voor orkest
- 1981 Prayer for Peace, voor strijkorkest
- 1982 Andersonville Overture
- 1986 Grand Line: a Tribute to Leonard Bernstein
- 1990 Heliotrope
- 1991 Philharmonia
- 1992 Fire Music
- 1996 Built Up Dark for strings, winds and brass
- 1997 Postcards from America
- 2000 Suddenly
- 2000 Much Ado
- 2001 Advance
- 2001 Angels, voor strijkorkest
- 2003 Susurrus
- 2006 Gesture Drawings

### Werken voor harmonieorkest
- 1990 Sennets, Cortege, and Tuckets
- 1994 Concert, voor flügelhoorn (bugel) en harmonieorkest
- 1998 Concert, voor cello en harmonieorkest
- 1998 Night, Again
- 1999 Bandanna Overture
- 2000 Wedding Dances uit de opera "Bandanna"

### Missen en gewijde muziek
- 1985 The Voice Within, voor gemengd koor en piano - tekst: Dag Hammarskjöld, liturgie vanuit de 12e eeuw
- 1989 Little Prayers, voor gemengd koor
  1. Almighty Father, Incline Thine Ear (liturgie)
  2. Our Father, Who Art in Heaven (liturgie)
  3. Why Do You Seek Rest? (Thomas van Aquino)
  4. We May Be Heroic (Thomas Mann)
  5. Lord, God in Heaven (Søren Kierkegaard)
- 1994 Joyful Music, voor mezzosopraan, trompet, gemengd koor en orkest - tekst: Laudate Deum, Alleluia
- 1996 Litany of Reconciliation, voor gemengd koor - tekst: uit de muren van ruïne van de kathedraal van Coventry
- 1998 Silent Night, acht delen voor gemengd koor, solo cello en synthesizer (of vibrafoon) - tekst: Joseph Mohr (1724-1848), vertaling: John Freeman Young (1820-1910)
- 2005 Flight Music, voor vrouwenkoor en strijkkwartet - tekst: Amelia Earhart
  1. We Are Running North and South
  2. Courage
  3. Choice
  4. Paper Tigers
  5. Wait
  6. Why Flyers Fly

### Cantates
- 1997 Songs of Madness and Sorrow, dramatische cantate voor tenor en instrumentaal ensemble (of piano) - tekst: van de componist gebaseerd op artikelen, aanboden, suïcide-berichten, patiënten berichten gezameld door de componist rond de eeuwwisseling in steden in het noorden van Wisconsin
- 1999/2004 Light Fantastic, cantate voor tenor, gemengd koor en gemengd ensemble (2 klarinetten, 2 hobo's, 2 violen, altviool, cello, bas en piano)

### Muziektheater

#### Opera's
| Voltooid in | titel                                                                                               | aktes              | première | libretto                                              |
| ----------- | --------------------------------------------------------------------------------------------------- | ------------------ | --- | ----------------------------------------------------- |
| 1990-1992   | Shining Brow                                                                                        | proloog en 2 aktes | 4 april 1992, Madison (Wisconsin), Madison Opera Oscar Mayer Theater | Paul Muldoon                                          |
| 1994        | The Elephant's Child                                                                                | 1 akte             | | van de componist naar Rudyard Kipling                 |
| 1995-1996   | Vera of Las Vegas                                                                                   | 1 akte, 5 scènes   | 8 maart 1996, Las Vegas (Nevada), Universiteit van Nevada Las Vegas Opera Theater (concert première); 26 juni 2003, New York, Center for Contemporary Opera, Thalia Theater at Symphony Space (theater première) | Paul Muldoon                                          |
| 1996-1997   | Songs of Madness and Sorrow                                                                         | 1 akte             | 31 januari 1997, Tacoma, Paul Sperry | van de componist naar verschillende bronnen           |
| 1997-1998   | Bandanna                                                                                            | proloog en 2 aktes | 25 februari 1999, Austin (Texas), Universiteit van Texas Opera Theater | Paul Muldoon                                          |
| 2003-2008   | New York Stories, operatrilogie - 1. Broken Pieces (1) 2. Just for the Night (2) 3. Cradle Song (3) |                    | (1) = 8 maart 2005, Los Angeles, Schoenberg Hall; (2) = 7 april 2008, New York, St. Peter's Church in the Village; (3) = 26 oktober 2008, Yakima, Seasons Concert Hall                                           | Barbara Grecki en de componist                        |
| 2005        | The Antient Concert                                                                                 | 1 akte             | 16 juni 2007, New York, Peter Sharp Theater, Symphony Space (radio-première); 6 november 2007, New York, The Century Association (theaterpremière)                                                               | Paul Muldoon                                          |
| 2007-2009   | Amelia                                                                                              | 2 aktes, 6 scènes  | 8 mei-22 mei 2010, Seattle, McCaw Opera House | Gardner McFall naar een verhaal van Stephen Wadsworth |

### Werken voor koren
- 1985 Vägen, voor gemengd koor en piano
- 1990/2006 O, For Such a Dream, voor solo sopraan, gemengd koor en piano - tekst: brief van Ann Smith aan haar echtgenote David, 16 augustus 1864
- 1994 The Waking Father, zangcyclus voor gemengd koor (SATTBB)
- 1996 Taliesin: koren uit de opera "Shining Brow", voor gemengd koor en orkest
- 1996 Stewards of Your Bounty, voor trompet, gemengd koor en orkest
- 1997 Gandhi's Children, voor tweestemmig kinderkoor, handbells, chimes, (of keyboard)
- 1997 Hope, voor gemengd koor - tekst: Emily Dickinson
- 2002 We're All Here, voor gemengd koor en kamerensemble
- 2004 I Had Rather, voor gemengd koor
- 2005 Flight Music, zangcyclus voor gemengd koor en strijkkwartet
- 2005 Vertue, voor gemengd koor en piano - tekst: George Herbert

### Vocale muziek

#### Zangcycli
- 1981-1999 Love in a Life, zangcyclus voor bariton and piano - tekst: Robert Browning, Walt Whitman, Nuar Alsadir, Emily Dickinson, Lord Byron, Theodore Roethke, Thomas Lodge
- 1982 Echo's Songs, tien liederen voor zangstem en piano
  1. Never Pain To Tell Thy Love (William Blake)
  2. I Am Not Yours (Sara Teasdale)
  3. A Dream Within a Dream (Edgar Allan Poe)
  4. Echo's Song (Ben Jonson)
  5. I am Rose (Gerturde Stein)
  6. Lost (Carl Sandburg)
  7. why did you go? (E.E. Cummings)
  8. Since You Went Away (Shu Chi'siang, vertaald door Kenneth Rexroth)
  9. Thou Wouldst Be Loved (Edgar Allan Poe)
  10. Look Down, Fair Moon (Walt Whitman)
  11. The Mild Mother (Anonymous, 16e eeuw)
- 1983-1999 The Heart of the Stranger, zangcyclus voor bariton en piano - tekst: Andrei Codrescu, Charles Baudelaire, Paul Verlaine, William Blake, John Keats, Kim Roberts, A.E. Houseman, Gwen Hagen, Walt Whitman, Theodore Roethke
- 1983-2002 Letting Go, zangcyclus voor sopraan en piano - tekst: Mark Strand, Christina Rosetti, Richard McCann, Gwen Hagen, Mark Skinner, Stephen Sandy
- 1984 Three Silent Things, zangcyclus voor sopraan en pianokwartet (viool, altviool, cello en piano)
  1. I Depart as Air (Walt Whitman)
  2. Despite and Still (Robert Graves)
  3. Ferry Me Across the Water (Christina Rosetti)
  4. Do I Love You? (Jack Larson)
  5. Pitiless God (Robinson Jeffers)
  6. Three Silent Things (Adelaide Crapsey)
  7. Specimen Case (Walt Whitman)
  8. Rain (Paul Goodman)
  9. Now That I Love You (Robert Graves)
  10. A Clear Day and No Memories (Wallace Stevens)
- 1984-1987 Love Songs, zangcyclus voor zangstem en piano
  1. I Am Loved (Gwen Hagen)
  2. Little Uneasy Song (Reine Hauser)
  3. Ah! Sun-Fower (William Blake)
  4. Lost Love (Ze'ev Dunei)
  5. Washing Her Hair (Sarah Gorham)
  6. Requiem (Ze'ev Dunei)
  7. The Satyr (Gwen Hagen)
  8. Sonnet After a Story by Oscar Wilde (Gardner McFall)
- 1990 Muldoon Songs, zangcyclus voor zangstem en piano - tekst: Paul Muldoon
  1. The Waking Father
  2. Thrush
  3. Blemish
  4. Mink
  5. Bran
  6. Vico
  7. Holy Thursday
- 1991 Dear Youth, voor sopraan, dwarsfluit en piano
  1. The Bonnie Blue Flag (Annie Chambers Ketchum)
  2. I Stop Again (Hannah Ropes)
  3. The Picture Graved Into My Heart (Hannah Ropes)
  4. The Trouble Was Tom... (Anonymous)
  5. The Lord Knows (Ann Smith)
  6. O, For Such a Dream (Ann Smith)
  7. Christmas Night (Martha Ingram)
  8. ...Silently Dispersing (Mary Boykin Chestnut)
- 1993 Lost in Translation, zangcyclus voor zangstem, hobo, cello en klavecimbel
  1. Herbsttag (Rainer Maria Rilke)
  2. The Garrison (Wystan Hugh Auden)
  3. XIV (George Seferis)
  4. 'And the feast is followed by the common day' (Robert Kelley)
  5. Giardino Autunnale (Dino Campana)
- 1995 The Waking Father, zangcyclus voor zes mannenstemmen
- 1996 Merrill Songs, zangcyclus voor zangstem en piano - tekst: gedichten van James Merrill
  1. A Downward Look
  2. body
  3. The Instilling
  4. On the Block: Mantel Clock
  5. Vol. XLIV, No. 3
  6. Pledge
  7. An Upward Look
- 2000 Phantoms of Myself, zangcyclus voor sopraan en piano - tekst: Susan Griffin
- 2000 Larkin Songs, zangcyclus voor bariton en piano - tekst: Philip Larkin
- 2001 Figments, zangcyclus voor tenor en piano - tekst: Alice Worth Gray
- 2003 Alive in a Moment, zangcyclus voor bariton en strijkkwartet - tekst: W.H. Auden
- 2004 Sappho Songs, zangcyclus voor sopraan, mezzosopraan en cello - tekst: Sappho (vertaald van: Mary Barnard), geadapteerd van de componist
- 2007 Songs of Experience, zangcyclus voor bariton en piano
  1. Youth, Day, Old Age, and Night (Walt Whitman)
  2. Amelia's Song (Gardner McFall)
  3. Wisdom (Sara Teasdale)
  4. Elegy for Ray Charles (Stephen Dunn)
  5. The Stranger's Grave (Emily Lawless)
  6. Two Butterflies (Emily Dickinson)

#### Liederen
- 1987 Rapture and Regret, voor sopraan, cello en piano - tekst: Virginia Woolf, Isak Dinesan
- 1996 Love Scene from "Romeo and Juliet", voor sopraan, bariton, dwarsfluit, viool en piano - tekst: William Shakespeare
- 2000 Prelude and Prayer uit de opera "Bandanna", concert aria voor sopraan en harmonieorkest
- 2006 The Banner of My Purpose, concert scène voor baritone en harmonieorkest - tekst: Brief van Major Sullivan Ballou aan zijn echtgenote, 14 juli 1861
- 2006 We Two, twee duetten voor countertenor en piano - tekst: Walt Whitman, uit "Calamus" en "Drum Taps"

### Kamermuziek
- 1982 Wind Songs, voor hobo, fagot en hoorn
- 1984 Divertimento, voor altviool, harp en vibrafoon
- 1984 Piano Trio No. 1: Trio Concertante, voor viool, cello en piano
- 1985 Strijkkwartet nr. 1
- 1985 Sonata nr. 1, voor dwarsfluit en piano
- 1986 Piano Trio No. 2: J'entends, voor viool, cello en piano
  1. Rondo in moto perpetuo
  2. Interior — after Degas
  3. Minute scherzo
  4. Quodlibet
- 1988 The Presence Absence Makes, voor dwarsfluit en strijkkwartet
- 1989 Trio, voor dwarsfluit, altviool en harp
- 1989 Jot!, voor klarinet, marimba en piano
- 1993 Everything Must Go!, voor koperkwintet
- 1994 Music from Shining Brow, voor koperkwintet
- 1995 Concert, voor koperkwintet
- 1996 An Overture to Vera, voor 14 instrumenten (hobo, 2 klarinetten, fagot, 2 trompetten, hoorn, trombone, drum kit, synthesizer, viool, altviool, cello en bas
- 1997 Duo, voor viool en cello
- 1999 Forward!, fanfare voor 4 hoorns, 4 trompetten, 3 trombones, tuba, 3 slagwerkers en pauken
- 2000 Serenade, voor 10 instrumenten (dwarsfluit, hobo, klarinet, fagot, hoorn, trompet, viool, altviool, cello, contrabas)
- 2001 Quintet, voor hobo en strijkkwartet
- 2001 Nocturne, voor piano en strijkers
- 2002 Snapshot No. 1, voor strijkkwartet
- 2002 Variant, voor strijkkwartet
- 2003 Chamber Symphony, voor 13 instrumenten (dwarsfluit, hobo, klarinet, fagot, hoorn, 2 slagwerkers, harp, 2 violen, altviool, cello, contrabas)
  1. Woman Praying: Elihu Vedder (1836-1923)
  2. Gardens of the Rensselaer Manor House: Thomas Cole (1801-1848)
  3. Ancient Dream IV: Thom O'Connor (born 1937)
- 2003 Sonata No. 2, voor dwarsfluit en piano
- 2006 Piano Trio No. 3: Wayfaring Stranger, voor viool, cello en piano
- 2006 Snapshot No. 2, voor strijkkwartet
- 2007 Piano Trio No. 4: Angel Band, voor viool, cello en piano
- 2007 Agincourt Fanfare, voor koperblazers en pauken